# Савеловський (район Москви)
Савеловський (рос. Савёловский) — адміністративний район в Москві, входить до складу Північного адміністративного округу. Населення станом на 1 січня 2017 року 59106 чол., площа 2,7 км²
Район утворено 5 липня 1995 року.

На території району розташована станція метро Дмитрівська.